# 叙利亚内战年表 (2012年9月—2012年12月)
本页面记述叙利亚内战在2012年9月至2012年12月期間的主要事件。

### 九月

#### 上旬
9月1日
叙国家电视台报道，当局部队在阿勒颇附近的Rasm al-Abboud空军学院击退了反对派的进攻。而叙人权观察和活动家则报道，有当局士兵在冲突中伤亡。活动家也报道，在伊德利卜省的Abu Duhur空军基地（坐標：35°43′56.98″N 37°06′22.00″E / 35.7324944°N 37.1061111°E）发生了激烈战斗。反对派在代尔祖尔夺取了一座空军防御大楼，并俘获了至少16个当局士兵，缴获许多反战机火箭炮。早晨，当局部队在与反对派巷战后轰炸了大马士革南部的Tadamon地区和附近的Hajar Aswad地区。SANA报道，当局军官Taher Subeira被反对派安置在其车下的炸弹炸死。
LCC报道，162个平民被部队打死，其中55人死于首都郊区。
9月2日
叙国家电视台报道，在大马士革的安全机构大楼附近发生了两起炸弹爆炸事件，导致四名军官受轻伤，并对建筑和车辆造成一些损坏。
144个平民被部队打死，其中74人死于首都郊区。
9月3日
LCC报道，超过250个平民被部队打死：战机轰炸导致超过60人死于阿勒颇省，超过60人死于德拉省。
9月4日
LCC报道，155个平民被打死，其中80人死于首都郊区。
9月5日
活动家报道，当局与反对派在阿勒颇的多个地区以及大马士革郊区发生激烈战斗。叙人权观察表示在大马士革Tadamon地区发现了六具遭到酷刑折磨的尸体。
LCC报道，260个平民被杀：115人死于阿勒颇，67人死于首都郊区。
9月6日
159个平民被部队所杀，其中88人死于首都郊区。
当局部队从反对派手中夺回Tel Chehab镇。
9月7日-“真主与被围困的霍姆斯在一起星期五”
当天的口号是"Friday of God is with the besieged of Homs"。LCC报道，140个平民被部队打死，其中44人死于首都郊区，28人死于阿勒颇。
伊拉克官方表示，来自叙利亚Albu Kamal的炮击导致在伊拉克al-Qaim镇有一名4岁的女孩被杀，另外4个受伤。叙人权观察表示，Albu Kamal当天遭到了当局部队的炮火袭击。
9月8日
LCC报道，178个平民被部队打死，其中89人死于阿勒颇。
《纽约时报》报道，目击者和反对派组织表示，阿萨德部队使用直升机在阿勒颇展开的大规模轰炸将当地的主要供水管炸毁，当地居民因此面临饮水困难。叙人权观察和LCC表示，阿勒颇北部的米丹区（Al Midan）和布斯坦艾巴夏区（Bustan al-Basha）在水管爆裂后出现淹水的情况。反对派人士阿卜杜努尔表示，一支反对派武装在米丹区占领了当地一个当局保安建筑，并试图切断里头的当局部队的粮食、食水及军火供应。阿萨德部队为了夺回该建筑的控制而展开的轰炸行动导致水管被炸毁。而官方的SANA则报道，阿勒颇市两处供水系统是被“恐怖分子”破坏的。
9月9日
LCC报道，160人被部队打死，其中40人死于首都郊区。
9月10日
当局军队位于阿勒颇市中心的临时兵营和军事警察总部相继发生了两次爆炸袭击，导致大量当局士兵死伤。
136人被部队打死，其中73人死于首都郊区（其中有36人是在Tadamoun地区被处决的）。

#### 中旬
9月11日
LCC报道，130人被部队打死：43人死于阿勒颇，34人死于首都郊区。
9月12日
LCC报道，173人被部队所杀，其中67人死于阿勒颇。
9月13日
至少11人死于阿勒颇的空袭中。联合国与阿盟新联合特使Lakhdar Brahimi抵达大马士革。
LCC报道，165人被部队打死，其中66人死于首都郊区。
9月14日-“伊德利卜是战机的墓地与胜利的象征星期五”
当天的口号是"Idlib: Graveyard of Warplanes and Symbol of Victory"。
8名乘坐着装载着大量武器的卡车的叙利亚人被黎巴嫩军队逮捕。
一名高级空军军官Yousef Assad（他是巴沙尔的亲属）宣布叛变加入反对派。
9月15日
LCC报道，当天164个平民被部队打死，其中67人死于首都郊区。
9月16日
德国的《明镜》周刊报道，叙部队已于8月底将化学武器转移到了阿勒颇附近的沙漠中。
伊朗革命卫队指挥官Mohammad Ali Jafari承认伊朗精英部队在叙境内展开行动。
LCC报道，167个平民被部队打死，其中60人死于首都郊区，50人死于阿勒颇。
9月17日
LCC报道，147个平民被杀，其中50人死于首都郊区。
9月18日
LCC报道，160个平民死亡，其中67人死于首都郊区。
9月19日
反对派占领了叙土边界的一个边境，位于拉卡省Tal Abyad地区。
LCC报道，150个平民被杀，其中72人死于首都郊区。
9月20日
超过250个平民被部队打死，其中超过71人死于部队对拉卡的一个石油站的空袭。

#### 下旬
9月21日-“真主使者的信徒在叙利亚被屠杀星期五”
当天的口号是"The followers of Allah’s messenger slaughtered in Syria"。117个平民被部队所杀，其中48人死于首都郊区。有报道称一架当局战机在伊德利卜省北部的Atarib镇被击落。
9月22日
活动家报道，超过180人被部队所杀，主要发生于首都郊区和阿勒颇。自由军总司令Riad al-Asaad宣布，自由军已经将指挥核心总部从土耳其转移到了叙利亚境内的一个被反对派控制的秘密地点。半岛电视台的Andrew Simmons在安卡拉报道说，自由军仍旧需要依靠土耳其这条供应补给线。
9月23日
叙人权观察报道，叙土边境的将近80%的城镇与农村已经被反对派控制。
85个平民被部队所杀，其中22人死于首都郊区。
9月24日
LCC报道，123个平民死亡，其中42个死于阿勒颇，37人死于首都郊区。
9月25日
148个平民死亡，44个死于首都郊区。
9月26日
SOHR报道，当天超过300人死亡，LCC报道300多平民被杀，其中162人死于首都郊区（107人死于Thiabieh的一次屠杀中）。
伊朗国家电视台Press TV的记者Maya Nasser在大马士革被狙击手射杀。
9月27日
当天发生了激战。
SOHR报道，108个平民（包括至少11个儿童）、14个反对派和35个当局士兵死亡。
一名库尔德士兵在哈马的冲突中死亡。
9月28日
联合国人权理事会通过了阿拉伯国家提交的谴责叙当局的决议，俄罗斯、中国和古巴投票反对。
自由军宣布对阿勒颇发起决定性战役。
LCC报道167个平民遇难，57人死于阿勒颇。
9月29日
LCC报道126个平民死亡，64人死于首都郊区。
9月30日
一个反对派组织宣布他们捕获了5名来自也门的军官。
154个平民死亡，76人死于首都郊区。

### 十月

#### 上旬
10月1日
包括12个儿童在内的至少164人死亡：其中超过30人死于空袭；42人死于伊德利卜，其中30人死于Seqlein镇的屠杀中；51人死于首都地区。
10月2日
160个平民死亡，54人死于首都郊区。
叙部队的炮击导致5名阿克恰卡萊的土耳其平民死亡。土方使用大炮进行了还击。
真主党军官Ali Hussein Nasif和其他几名士兵在叙Qusayr附近被反对派打死。
10月3日
超过200个平民死亡，67人死于首都郊区。
10月4日
120个平民被杀，52人死于首都郊区。
又有土耳其平民在境内遭到叙部队的袭击而身亡，因此土耳其议会通过决议授权部队可以对叙部队越界还击。
10月5日
反对派占领了大马士革外面的一个空军基地，里面有不少导弹。
127个平民死亡，36人死于阿勒颇，28人死于首都郊区。
在发生了第三次土耳其平民在境内遭到叙部队袭击后，土耳其军队将坦克和大炮运到了阿克恰卡萊。
10月6日
土耳其军队与叙部队在边界发生了交火。
40个当局士兵和9个反对派死亡。
LCC报道，95个平民和10个自由军被部队打死，其中31人死于首都郊区。
10月7日
土耳其与叙部队再次交火。
巴沙尔的一个侄子Housam al-Assad被自由军俘虏。
叙利亚学者与政治作家Mohammad Nemr al-Madani在大马士革被215部队虐待致死。一名巴沙尔的前媒体助手表示，巴沙尔打算在政权倒台后逃往俄国。
LCC报道，121个平民被部队所杀，其中62人死于首都郊区。
SOHR报道，超过93个平民死亡，其中至少41人在首都郊区被屠杀；31个反对派死亡，其中超过10人死于霍姆斯；39个当局士兵死亡。
10月8日
土军队与叙部队第六次交火。
LCC报道，170个平民被杀：40人死于阿勒颇，37人死于伊德利卜Maarat al Numaan地区的一次屠杀中。
10月9日
反对派占领了一个重要城镇邁阿賴努阿曼。
LCC报道，197个平民死亡：65人死于首都郊区，53人死于阿勒颇。
10月10日
反对派在邁阿賴努阿曼与前来进攻的当局部队发生战斗，导致至少30个反对派和几十个当局士兵死亡。反对派在北部其他地区控制了超过10个城镇和乡村，同时宣布他们全面控制了土叙边境10-20公里（叙境内）的地区。
土耳其空军F-16s拦截一架从莫斯科飞往大马士革的叙利亚航空的A320，将其迫降在埃森博阿国际机场，原因是怀疑该飞机运载有俄制武器。检查员没收了其中的军事通信装备和“导弹部件”。
LCC报道，197个平民被杀。

#### 中旬
10月11日
260人死亡。
当天当局士兵有92人死亡。
10月12日-“解放沿海地区的人民星期五”
当天的口号是 "Free People of the Coast"。超过100个平民被杀，其中40人死于阿勒颇。
10月13日
LCC报道，143个平民死亡，其中48人死于首都郊区。
10月14日
人权观察报道，当局部队在人口密集地区使用俄制集束炸弹。
土耳其禁止叙利亚民航客机使用其领空，以作为叙当局采取类型措施的报复行动。
自由軍在3天的战斗后占领了西北部的历史名镇Azmarin（坐標：36°03′23″N 36°24′02″E / 36.05639°N 36.40056°E）。
LCC报道，220个平民被杀：140人死于首都郊区（其中超过100具尸体是在 Moadimya 与 Darraya 之间的一个医院发现的）。
10月15日
LCC报道，100个平民死亡，其中34人死于首都郊区。
10月16日
耶路撒冷邮报报道，在外界的压力下，反对派同意组建一个联合的领导层以同当局做斗争，由自由军和其他许多组织成立，目的是加强协调团结和武装力量。
LCC报道，134个平民被杀，其中33人死于首都郊区。
10月17日
LCC报道，155个平民被杀，其中48人死于首都郊区。
10月18日
当局战机摧毁了反对派控制的 Maaret al-Numan 镇的两个居民大楼和一个清真寺，当地工人报道说，空袭导致至少44人死亡。
LCC报道，230个平民被杀，其中超过53人死于部队对伊德利卜Maarat al Numaan清真寺的炮击中，69人死于首都郊区。
10月19日
当天的口号是"America, our blood did not satisfy your animosity"。LCC报道，245个平民死亡，其中86人死于代尔祖尔（其中超过75个尸体在一个墓地发现）。
10月20日
LCC报道，123个平民被杀，其中67人死于首都郊区。
SEO对代尔祖尔市的景况表示极大的担忧，该地遭受了130天的袭击，75%的地区遭到了严重地破坏，超过3,000人死亡。当天有超过80个平民死于该市南部的屠杀中，包括妇女和儿童在内，尸体也遭到了焚烧。

#### 下旬
10月21日
叙国家电视台报道，大马士革的一个警察局前面发生了一次汽车炸弹袭击，导致至少10人死亡。叙人权观察报道，当天有140人死亡。
LCC报道，135个平民被部队所杀，其中70人死于首都郊区。
10月22日
一名约旦士兵在冲突中死亡，约旦政府谴责约旦人非法穿越边境进入叙利亚加入反对派。大规模的战斗发生在阿勒颇和首都郊区。
LCC报道，204个平民死亡，其中134人死于首都郊区（超过60个尸体发现在Moadamiyah地区）。
10月23日
一名女性阿拉维派军官Zubaida al-Meeki叛变加入自由军，并在大马士革南部设置了一个反对派士兵训练中心，她说宗派主义模糊了大众起义的真实性。
LCC报道，202个平民死亡：100人死于首都郊区（其中50人死于Moadamiya地区）。
10月24日
LCC报道，150个平民被杀，其中84人死于首都郊区（当中30人在Douma被处决）。
10月25日
LCC报道，106个平民被部队打死，其中36人死于首都郊区。
10月26日
当局与反对派执行为期四天的穆斯林节日的停火，全国发生了反当局示威。在首都及其郊区，人们在早祷后举行示威；在阿勒颇、代尔祖尔、拉卡和Inkhel，有三名抗议者在警察驱逐人群的过程中中枪受伤。在一些地方有抗议者通过电话表示，安全部队朝人群开火；一些反对派表示，他们攻击了一些地区的当局部队和军事检查站。
LCC报道，103个平民死亡，其中39人死于首都郊区；他们也报道说，当局部队在停火第一天多次违反停火协议。
10月27日
在大马士革、代尔祖尔和反对派控制的阿勒颇省，有炮击和枪火事件发生。一名在Douma郊区的活动家说，早晨部队开始攻击民众。反对派在阿勒颇与库尔德士兵发生冲突，导致30人死亡，200人被俘。叙人权观察说，在当局战机在大马士革打死8人后，停火已经取消。Al-Nusra Front被认为在代尔祖尔攻击了一处军事警察基地。一个汽车炸弹导致8人死亡。 
LCC报道，93个平民被部队打死，其中47人死于首都郊区。SOHR报道超过120人死亡：62个平民 (有5个儿童)，25个反对派和至少36个当局士兵。
10月28日
当局空军攻击了大马士革东部的郊区Arbeen、Harasta和Zamalka，想打退反对派。在Douma，反对派攻克三个当局士兵据点。在Maaret al-Numan附近也有交火，该重镇于本月初被反对派占领。反对派包围了一个军事基地，并攻击那里的当局补给线。国营的SANA报道，反对派攻击了许多地区，包括阿勒颇和代尔祖尔。
LCC报道，128个平民被杀，其中56人死于首都郊区。
10月29日
LCC报道，115个平民死亡，其中53人死于首都郊区。
10月30日
SANA报道，空军少将Abdullah Mahmoud al-Khalidi在Rukn al-Din地区被暗杀，不过并没有说何时发生的。土耳其外长Ahmet Davutoglu对停火没有得到执行表示难过，他说土方不会与叙当局进行对话。当局空军当天对许多地区实施了空袭，活动家说这是至今当局最广泛和激烈的空袭行动，其中包括邁阿賴努阿曼。
LCC报道，163个平民被杀，其中72人死于首都郊区。针对Douma的空袭导致18人死亡。
10月31日
一个摩托车炸弹发生在什叶派城镇Sayyida Zeinab附近，导致8人死亡，另有多人受伤。
LCC报道，121个平民被杀：53人死于阿勒颇，44人死于首都郊区。

### 十一月

#### 上旬
11月1日
反对派在攻击伊德利卜省的一个军事检查站的过程中打死28个当局士兵。
LCC报道，149个平民死亡，其中53人死于首都郊区。
11月2日
据报道，当局部队放弃了Saraqeb，该镇位于阿勒颇西南方50公里，是个交通要道。如果属实当局部队在阿勒颇的补给将变的困难。
LCC报道，182个平民被杀：51人死于阿勒颇，47人死于首都郊区。LCC也报道，当局对伊德利卜省的Harem的空袭导致70人遇难。SOHR则报道有超过200人死亡：74个平民（有10个儿童）、55个反对派（包括一名叛变的中尉）和61个当局士兵。此外，2人死于阿勒颇的轰炸中，并有43具尚未确认身份的尸体在Harem被发现。
11月3日
5个反对派小组对位于伊德利卜省Taftanaz的空军基地展开协同攻击行动，该基地距离Saraqeb15公里。
三辆当局坦克进入戈兰高地，以色列向联合国提出投诉。
LCC报道，162个平民被杀，其中52人死于首都郊区。
11月4日
一个汽车炸弹在当局的劳工联盟建筑大楼下面爆炸，导致12人受伤，其中2人受重伤。SANA报道，该国男演员Mohammad Rafe由于与当局合作而被反对派暗杀。
LCC报道，234个平民被杀，其中100多人死于首都郊区。
11月5日
LCC报道，159个平民被杀，其中72人死于伊德利卜。
50个当局士兵死于哈马省的一个自杀炸弹袭击中，之前有20个反对派士兵死于该地的空袭中。
11月6日
LCC报道，156个平民死亡，其中60人死于首都郊区。而SOHR报道205人死亡：10人身份未证实，119个平民，28个反对派，以及48个当局士兵。
叙利亚议会议长的兄弟被暗杀，一个法官死于汽车炸弹。
11月7日
LC报道，168个平民死亡，其中73人死于首都郊区。
11月8日
LCC报道，123个平民被杀，其中47人死于首都郊区。
11月9日
LCC报道，136个平民被杀：33人死于首都郊区，33人死于代尔祖尔。
自由军在哈塞克省俘获了Ras al-Ain和武装直升机及炸弹。
11月10日
在德拉的军官俱乐部发生了两起自杀汽车炸弹事件，导致至少20名当局士兵死亡。SANA也报道了该新闻，不过没有提死亡数字。
LCC报道，147个平民被杀，其中47人死于首都郊区。

#### 中旬
11月11日
在一个炸弹击中了以色列国防军的哨岗后，以色列军队对叙进行了报复性还击，这是自1973年赎罪日战争之后叙、以两国部队首次交火。
LCC报道，90个平民被杀，其中35人死于首都郊区。
11月12日
叙反对派同意组建一个更具代表性的联盟以同当局作斗争，新联盟名叫“叙利亚反对派和革命力量全国联盟”（National Coalition for Syrian Revolutionary and Opposition Forces），并选举大马士革的倭马亚大清真寺的伊玛目莫札·哈提卜为该组织的首领。
叙利亚炮弹再次击中了位于戈兰高地的以色列岗哨，以色列用坦克进行了回击，以色列媒体报道称至少2名叙方人员死亡。
LCC报道，155人被部队打死，其中50人死于首都郊区。在Hamdan军事机场，一架直升机被反对派击落。
11月13日
LCC报道，172人被部队打死，其中109人死于首都郊区。
法国宣布承认叙利亚反对派联盟为该国唯一合法代表，并表示，一旦叙反对派组建了政府，法国将考虑武装反对派力量对抗总统阿萨德。
11月14日
安理会朝鲜制裁委员会专家组报告指出，朝鲜曾于5月向内战中的叙利亚出口导弹相关物资。相关人士表示，这违反了安理会禁止朝鲜出口武器的制裁决议。据悉被韩国扣押的管状物有445个，重约10吨。它们被伪装成与导弹无关的铅管，据说帮助运输的船员也被蒙在鼓里。
11月17日
路透社报道，叙利亚反对派称，反对派武装今天攻占了靠近伊拉克边境的一座政府军机场，这将有利于他们保持对最近攻占的一座边境城镇的控制。叙利亚政府军随后出动战机轰炸了机场。反对派武装公布的录像显示，反对派士兵正在沙漠中一座尘土飞扬的空军基地巡逻。 
11月19日
美联社报道，13个叙利亚激进穆斯林团体昨日发布声明称，他们拒绝与叙反对派、革命力量联盟合作，并已在阿勒颇建立了一个“伊斯兰国家”。这表明，他们不想与西方支持的穆斯林世俗集团有任何瓜葛。与基地有染的“努斯拉阵线”也在拒绝叙利亚全国联盟的13个组织中。 

#### 下旬
11月22日
叙利亚反抗力量周四攻占了政府军位于东部石油省份的一个炮兵基地，该基地位于坐落在幼发拉底河沿岸Mayadeen镇的郊区，附近有几个叙利亚的大油田。这进一步削弱总统阿萨德对这个具有战略意义地区的控制。
11月25日
自由军攻占距离巴沙尔官邸只有7英里的空军基地。
巴沙尔军队在大马士革投下集束炸弹，造成儿童伤亡。
11月28日
叙利亚大马士革发生汽车炸弹爆炸事件，造成至少50人死亡、近百人受伤。联合国秘书长潘基文当天发表声明，以最强烈的措辞谴责这一恐怖袭击事件。潘基文表示，任何情况都无法为以平民为目标的袭击行为开脱，这些恐怖袭击行为是不可接受的。
11月29日
西班牙宣布承认叙利亚反对派全国联盟为叙利亚人民的合法代表。 
法新社报道，两家美国技术公司称，叙利亚已有效地切断了与国际互联网的连接。监控全球网络流量的阿卡麦公司表示，叙利亚的互联网流量已于北京时间29日18时26分中止，这支持了另一家信息技术公司Renesys更早一些时间的相同观察结论。 
法新社报道，叙利亚首都大马士革机场及附近地区发生战斗，反对派武装攻击了政府军的军营，控制部分路段。政府军后来发动反击，重新夺回控制权。公路今天已恢复通行，但机场员工所乘汽车遭炮击，造成两人死亡。

### 十二月

#### 上旬
12月3日
叙利亚外交部发言人吉哈德?阿卜杜勒-马克迪西（Jihad al-Makdissi）已逃离叙利亚。吉哈德?阿卜杜勒-马克迪西此前曾在叙利亚驻伦敦大使馆工作，一年前返回大马士革，担任叙利亚外交部发言人职务。 
奥巴马周一警告叙利亚总统阿萨德不要对叙反对力量使用化学武器，他称，“使用化学武器完全不可接受，如果有人冒天下之大不韪使用这些武器，不仅后果自负还会被追究责任。”
12月4日
北约周二同意在土耳其部署爱国者导弹，以防御叙利亚可能的导弹袭击，并对有报导称叙利亚可能准备使用化学武器表示严重担忧。北约表示此举仅用于防御目的，俄罗斯、叙利亚和伊朗对上述决定予以指责，称这会导致“地区不稳定性增加”。
据CNN，他们在阿勒颇附近包围一个有450名政府军的基地。此前，这个基地已有250名政府军逃离基地起义参加自由军，称供给已经十分困难。在霍姆斯，反对派已连续35天遭遇猛烈炮击，但是自由军开始和政府军在该地街道上交火并取得进展。
叙利亚大马士革一学校遭到炮击，导致约30名学生死亡，多人受伤。
12月5日
叙利亚境内的持续冲突使平民受到严重影响，波及该国250万民众，成千上万人流离失所。目前已有47.5万叙利亚人流落到周边国家成为难民。在一些地区，由于叙利亚与邻国边境的不安全状况，使逃亡民众跨越边界变得非常危险。联合国难民署呼吁叙利亚冲突各方确保流离失所民众的安全。
据匈牙利外交部声明，所有匈牙利外交官因“恶劣状况”撤离叙利亚。在英国关闭驻叙大使馆后，匈牙利曾在那里代表英国利益。Council for Arab British Understanding的负责人Earlier Chris Doyle称，现在大马士革已无欧洲外交官。
自由军一官员称，各地指挥官5日在土耳其开会，目前已经选举了一个新的最高军事委员会和一名参谋长，将统一指挥叙利亚各地的自由军，协调军事行动。他称，有超过250名反对派指挥官和代表参加。
12月6日
联合国新闻办公室称，联合国秘书长潘基文致函叙利亚总统阿萨德，要求其不得使用化学武器。他称，“若使用这类武器，将是无法容忍的罪行，会带来可怕的后果。”
两套德国爱国者导弹系统和400名德军士兵已经开拔，前往土叙边境部署，以防止针对北约成员土耳其的越境攻击。
12月7日
希拉里确认已与俄就叙利亚政治过渡达成暂时协议。她还表示，阿萨德总统必须下台。早先拉夫罗夫称，俄美已“集思广益”并找到共识。他虽没提到阿萨德须下台，不过表示六月份的日内瓦宣言是讨论的基础。该宣言要求叙利亚立即政治过渡。
BBC在当地记者说，他们看到在大马士革的郊区，自由军和动用了坦克的政府军激战。与此同时，反对派的大马士革军事委员会发表公告称，他们包围了机场并认为机场是一个合法目标，将予以攻击和占领，要求平民不要前往机场。
12月8日
反对派武装在大马士革的多处要道与政府军激战。政府军对这里连续进行炮击和空袭。
Salim Idriss 准将受命担任自由军参谋长。
12月9日
据美联，阿勒颇以西一大型军事基地被反对派夺取部分设施。在英国的叙人权观察称，经过数周战斗，反对派于周日下午攻进Sheik Suleiman基地。该进展说明，反对派在加强北面与土耳其交界地区的控制。
12月10日
美国国务院称，美国国务卿希拉里因肠胃病毒感染取消了前往摩洛哥参加有关叙利亚反对派未来的会议。美国副国务卿威廉.伯恩斯（William Burns）将代替希拉里前往。
法新社报道，作为严格限制与叙利亚总统阿萨德政权联系政策的一部分，德国今天驱逐了叙利亚驻德大使馆的4名雇员。德国外长韦斯特韦勒在声明中称：“我们驱逐了叙利亚使馆的4名工作人员，这发出了一个明确的信息，我们将与阿萨德政权的关系降至绝对的最低程度。”
欧盟承认叙利亚全国联盟为叙利亚人民的合法代表，在欧盟代表与叙利亚反对派的全国联盟主席会谈后，欧盟外长联合发布了这个声明。
在黎巴嫩北部城市的黎波里，支持和反对邻国叙利亚的巴沙尔的两派武装发生激烈战斗，14人被打死。

#### 中旬
12月11日
法新社报道，奥巴马正式承认叙利亚反对派联盟是叙利亚人民合法代表，美国高官认为，美国政府仍然不会直接武装反对派。法国上月率先承认“叙利亚全国联盟”，英国、土耳其与海合会紧随其后，但国际上对于其是否全面代表叙利亚仍有疑虑，此外极端组织也渗入了反对派。
美国政府正式宣布，将一个名为“救国阵线”的叙利亚反对派组织列为恐怖组织。美国国务院在当日一份声明称，“救国阵线”是“伊拉克基地组织”的翻版，自2011年11月以来，该组织在叙利亚大马士革等主要城市发动了近600起恐怖袭击，其中包括超过40起的自杀式袭击，导致许多无辜叙利亚人死亡。
当日，美国财政部也宣布对“救国阵线”两名高级领导人以及支持叙利亚政府的两个武装派别“人民军”和“沙比哈民兵”的两名领导人实施制裁。
在叙利亚之友会议召开之际，全国联盟副主席Riad Seif说，我们不希望国际社会直接军事干预，但是，非常希望得到防空武器的支援，那样，“我们就可以自己取得推翻巴沙尔的最后胜利”。
库尔德反对派组织库尔德全国委员会（KNC）已同意加入新的叙反对派联盟，并将在联盟的委员会中占据15%的议席，联盟还将任命一位库尔德人的副主席。
12月12日
叙利亚之友会议联合声明草案曝光，与会的130个国家地区的代表承认全国联盟为叙利亚人民的唯一代表、以及团结叙利亚反对派的唯一组织联盟；阿萨德已经失去了合法性，应该下台，使一个可持续的政治转型得以进行；宣布建立援助基金“以支援叙人民”，呼吁各国和组织捐助基金。沙特代表宣布，立即给予该联盟1亿美金的援助。
美国和北约（NATO）官员称，叙利亚政府军最近几天发射飞毛腿弹道导弹打击反政府力量。美国官员还称，这表明历时20个月的叙利亚内战升级。
12月13日
美联社援引俄塔社消息，俄罗斯副外长波格丹诺夫承认，叙利亚总统阿萨德正在逐渐失去对国家的控制，叙反对派有可能获胜。虽然波格丹诺夫没有发出向西方靠拢、批准对叙制裁信号，但显然在调整立场。美联社称，俄罗斯过去一再反对对叙制裁，还不断给叙政府提供武器。
北约秘书长拉斯姆森认为，开始使用导弹是巴沙尔即将崩溃的表现。立场一直相对中立、出言谨慎的伊拉克，其财政部长Essawi今天也罕见地称“几周内巴沙尔就将垮台”。
12月14日
北约军事委员会主席克努德?巴特尔斯（Knud Bartels）称，叙利亚总统阿萨德不可能继续掌权。巴特尔斯还表示，西方盟国正在拟定确保叙利亚化学武器库安全的计划，为阿萨德下台或被迫下台做准备。
12月16日
300余名渗透进入亚尔穆克巴勒斯坦难民营的伊斯兰极端组织“胜利阵线”的武装分子当天同“解放巴勒斯坦人民阵线”武装组织发生激烈交火，导致数十人伤亡。与此同时，有报道说，叙利亚空军战机当天对亚尔穆克巴勒斯坦难民营发动空袭，造成8人死亡。但叙利亚政府对此予以否认。联合国负责援助巴勒斯坦难民的近东救济工程处证实，亚尔穆克巴勒斯坦难民营的确遭到了空袭，大批巴勒斯坦难民以及叙利亚人被打死或打伤，许多人被迫出逃。
法国外长洛朗-法比尤斯（Laurent Fabius）周日表示，他认为叙利亚总统阿萨德将很快下台，新的反对派联盟必须得到支持，以防止极端人士控制叙利亚。他表示，“我认为，阿萨德的末日即将来临……甚至俄罗斯也在考虑这种可能性。” 
叙利亚副总统法鲁克·沙雷对黎巴嫩al-Akhbar报称，总统阿萨德和反对派都无法赢得叙利亚内战。还不清楚沙雷的评论是否代表叙利亚政府的观点。不过他仍是在公开场合表示镇压不会胜利的叙利亚最高官员。
联合国秘书长发言人内西尔基（Martin Nesirky）称，联合国秘书长潘基文对叙利亚境内发生大屠杀、当局使用远程导弹等暴力升级情况表示震惊。
12月17日
自由军周一攻占了政府军3处检查站，战火已进入该市中心地带。
12月18日
在被叙政府军轰炸后，自由军在一些巴勒斯坦人的下与支持巴沙尔的解放巴勒斯坦人民阵线总指挥部（PFLP-GC）武装激战。许多PFLP-GC成员向自由军投诚，其领导人已离开难民营。
自由军夺取距首都市中心仅3公里的Yarmouk巴勒斯坦难民营后，俄国际文传电讯社称，2艘登陆舰、1艘油船和1艘护航舰已前往地中海。“前往叙利亚，为撤出俄公民提供帮助……该部署准备是紧急上马的，极为保密。”俄在叙有一个海军维护基地。
据卫报，政府军已从位于哈马以北的 Kafarnabuda、Halfaya、Hayaleen、Hasraya和al-Sheikh Hadeed 的阵地撤退，使自由军迅速控制了大片地区。
12月19日
联合国人道协调厅举行新闻发布会，正式提交2013年叙利亚人道主义援助应对计划和区域紧急应对计划，倡议国际捐助方为400多万因持续冲突而背井离乡的叙利亚流离失所者和难民提供15亿美元善款，从而确保明年上半年相关援助行动能够及时、有效的全面开展。
被shabbiha民兵绑架的美国NBC记者被解救后进入土耳其。NBC首席外事记者Engel称，他们被监禁5天，曾被精神拷问，包括模拟枪击。基地组织一分支发布视频表示，他们是被该组织解救、护送安全离开的。
12月20日
据半岛，在过去2天，自由军又控制了哈马省的6个城镇，使北部的反对派控制区的纵深达到180公里，一直连到土耳其边境。
普京在年度记者会上说，“我们并不关心阿萨德当局。我们关注于该地区的稳定。我们与叙利亚没有特别的经济纽带。阿萨德掌权10年间也没有频繁访俄。”“巴沙尔家族已经执政40年。无疑那里需要变革。”他说，俄罗斯只是反对在反对派当权以后，巴沙尔和反对派交换角色，让这样的内战持续下去。他称，俄罗斯愿意为此找到解决方案。
联合国大会通过决议，分别谴责朝鲜、伊朗和叙利亚严重侵犯人权。决议进一步孤立了伊朗、朝鲜和叙利亚，加大了对他们的国际压力，但是没有法律效力。这三个国家都反对相关决议，称决议被政治化。
土耳其向安理会报告称，他们截获伊朗Yas Air和SAD二家公司向叙利亚巴沙尔政权运送弹药、步枪、机枪、迫击炮弹和其他武器，明显违反了此前安理会对伊朗的制裁决议。安理会刚刚一致同意追加制裁这二家公司。包括中俄在内的15个安理会理事国一致赞成。
负责调查叙利亚侵犯人权行为的独立国际调查委员会12月20日发表报告，对叙利亚任意拘禁和失踪、大规模流离失所以及叙利亚境内所遭受的大规模破坏表示关注。报告指出，平民继续首当其冲，夹在政府军和反叛武装之间的战斗前线，而反叛武装已挺进到城市的纵深地区。报告指出，叙利亚冲突越来越具有教派冲突性质。政府军和民兵对逊尼派平民展开攻击，而反政府武装组织则对阿萨德总统所属的阿拉维派和其他支持政府的少数族裔社区，包括天主教、亚美尼亚东正教和德鲁兹人发动进攻。一些少数族裔社区，包括基督教徒、库尔德人和土库曼人也被卷入冲突。

#### 下旬
12月21日
晚，叙利亚国家电视台记者萨穆迪在位于首都大马士革的住所附近遭到枪击身亡。今年到目前为止，已经有41名职业和公民记者在叙利亚遇害。
叙利亚著名球星在西亚足球竞标赛上获得冠军后高举自由叙利亚旗帜，并冲向高举同样旗帜的看台。据阿拉比亚电视台，他在位于科威特的比赛场地外对该台记者说，“我将此胜利和荣誉献给叙利亚人民。感谢真主，我们将胜利的喜悦献给那些苦难的民众。”他随后宣布脱离叙利亚“政府”起义。
12月23日
在自由军几天前攻占的哈马省哈勒法耶镇，反对派运来了粮食，当地面包店在停业三天后重开，有大约1000人在外面排起了长队，这时遭遇巴沙尔的战机空袭，造成至少200人伤，多达90多人已经死亡。反对派全国联盟指责政府军在哈勒法耶实施“杀戮”，称政府军“以出门获取少量日常面包配额的儿童、妇女和男人为袭击目标”。
12月24日
正在叙利亚访问的联合国和阿盟叙利亚问题联合特别代表卜拉希米与阿萨德总统举行会晤，双方就如何通过政治手段解决叙利亚危机进行了讨论，并就未来所应采取的步骤交换了意见。卜拉希米指出，叙利亚形势依然令人担忧，他希望各方能够通过一个满足叙利亚人民愿望的解决方法。
半岛公布一未证实视频，显示在霍姆斯发现毒气受害者。反对派发言人Monajed称，有3死、数十人伤。俄罗斯外交部长拉夫罗夫立即反应称，如阿萨德当局使用化武是“政治自杀”。他还表示：我们要直接找叙当局核实，我们一直得到确实的保证，在任何情况下都不会使用化武。
12月25日
叙宪兵司令al-Shalal已到达土耳其境内，宣布起义加入反对派。
12月26日
据半岛，北部al-Qahtania镇遭到政府军猛烈炮击，至少造成20人死亡，其中8名是儿童。死伤人数可能还会上升。
12月27日
联合国叙利亚问题特使卜拉希米在大马士革称，结束叙利亚危机需要政治变革。他对叙利亚进行了为期五天的访问，期间他与叙总统阿萨德进行了会晤。他提出了解决叙利亚危机的一些新的建议，其中包括形成一个拥有“完全行政能力”的过渡政府，在2014年总统和议会大选举行之前担负起管理国家的职责。
据半岛，自由军昨天攻占了大马士革郊区的一处重要军事基地。
叙利亚全国联盟发言人称，只要不包含巴沙尔和他政权中的人，全国联盟对任何可以解决叙利亚当前危机的方案持开放态度。
12月28日
美联社报道，土耳其外交部官员称，2名叙利亚空军将军已倒戈，并越过叙土边境。这两人都是叙空军地区指挥官，目前已进入土境内叙军队倒戈人员营地。叙反对派已在包围靠近土耳其边境的马纳格空军基地。
俄罗斯正式邀请叙利亚全国联盟主席访问莫斯科。叙利亚全国联盟拒绝前往莫斯科会谈，他们表示，除非“俄罗斯公开谴责巴沙尔对人民的暴行”，否则不会前往莫斯科。他们同时表示，可以和俄罗斯在第三国地区如日内瓦、开罗会谈，讨论叙利亚的政治过渡。
自由军称他们在大马士革、阿勒颇和伊德利卜省继续取得军事进展。
12月29日
当局军队在全国杀死近400人。据金字塔报，在这一天，政府军在各地使用了战机、白磷弹、集束炸弹、炮弹、迫击炮和导弹等重型武器。
12月30日
联合国-阿盟联合特使卜拉西米称反对派有权要求巴沙尔立即下台。